# Кальміус
Ка́льміус — річка в Донецькій області України.

## Загальні відомості
Довжина 209 км, площа водного басейну 5070 км². Бере початок на південному схилі Донецького кряжа, впадає в Азовське море у місті Маріуполь.
Витоки Кальміусу знаходяться на півдні міста Ясинувата (біля селища Мінерального розташована гідрологічна пам'ятка природи «Витоки Кальміусу» — джерело струмка Мінерального, першого за течією з приток Кальміусу), пониззя — в межах приазовської низовини. У верхній і середній течії долина Кальміусу переважно вузька, глибока (до 60 м), розчленована ярами та балками, у нижній — схили долини пологі, завширшки 2,5 км і більше. Заплава річки двостороння, у місцях звуження долини — відсутня, ширина заплави від 150 м до 2 км. Річище, крім верхів'я, звивисте, подекуди порожисте; ширина його від 1-1,5 м до 70-80 м (пониззя). У межах Донецька Кальміус тече у штучному річищі завширшки до 7 м. Глибина до 1,5-1,7 м. Похил річки 0,91 м/км. Живиться атмосферними і підземними водами. Замерзає у середині грудня, скресає наприкінці лютого.
Притоки: Мінеральна, Балка Розсипна, Балка Водянська, Балка Довга, Бахмутка, Балка Дурна, Широка, Берестова, Комишуваха, Балка Хан-Тарама, Мокра Волноваха, Дубівка, Кічіксу, Тернова, Вербова, Балка Чернеча, Чернеча Раковата, Балка Сирота-Рома, Кальчик, Балка Митрополитська (праві), 
 Балка Берестова, Богодухова, Балка Обеточна, Грузька, Балка Вербова, Балка Карачурина, Балка Крива, Осиківка, Балка Ребрикова, Балка Кам'яна, Балка Караулова, Балка Максимова, Балка Корнєєва, Балка Широка, Балка Барбасова, Балка Водяна, Балка Шарбашіва (ліві).
Гідрологічні пости біля с. Роздольне (з 1945) та смт Сартана (з 1927). Середні витрати води поблизу смт Сартана 8,25 м³/сек. Кальміус використовується в народному господарстві для зрошення та промислового і побутового водопостачання. У штучних водоймах — рибництво. Річка зарегульована водосховищами (зокрема, у верхів'ї споруджене Верньокальміуське водосховище, що входить до комплексу гідроспоруд Сіверський Донець — Донбас каналу), Також на річці діє ще 3 водосховища: Нижньокальміуське, Старобешівське та Павлопільське.
Річище Кальміусу на окремих ділянках (упродовж 30 км) розчищене; проводиться залуження берегів.
У Тельманівському районі на берегах Кальміусу розташований філіал Українського степового природного заповідника Кальміуський.
Кальміус протікає територією міст Донецьк та Маріуполь (у гирлі річки).

## Історія

### Походження назви
Походження назви Кальміус дискусійне. Є різні версії походження цього гідроніму. Сама назва згадується в середньовічних історичних джерелах, але очевидно походить від іраномовних племен, що населяли регіон в давні часи — скіфів і сарматів. Назва Кальміус згадується у листі кримського хана Гірея 1762 року до Коша Запорізьких козаків. Зокрема там говориться: «…Кальміус згадане місце не тільки нам, але і взагалі всьому татарському народу невідоме…» У давніх руських літописах часів Київської Русі річка називається Калк — Калъкъ («над Калком», «за Калок ріку») та у таких варіантах як Кали, Калі.
Є версія, що назва Кальміус складна і складається з назв Міус — топонім і гідронім, що досить поширений у скіфсько-сарматських степах і походить від слів іраномовних народів (курдською, таджицькою, іранською — Mis — мідь). Слово Кал означає олово (таджицькою — Қалъ, осетинською — Къала, узбецькою — Qalay, казахською — Қалайы, лакскською — Къалай). Сплав міді і олова утворює бронзу. Тобто назва Кальміус означає «Бронзова річка», «Річка Бронзи». У давні часи — ще у III тисячолітті до нової ери, в часи бронзової доби в долині річки Кальміусу добували мідь і олово і виплавляли бронзу.

### Доісторичний період
Найдавніші знайдені сліди людей в долині річки Кальміус належать до ашельської культури палеоліту і мають вік 15 000 років. Це знахідки ручних рубил раннього палеоліту на території нинішньої Макіївки. Пізній або верхній палеоліт (40 000 — 10 000 років тому) пов'язаний з дуже холодним кліматом — це була епоха зледеніння і холодних сухих прильодовикових степів з відповідною фауною. Прильодовикові степи були тоді неозорими — Азовського моря тоді не існувало, на його місці теж були холодні степи. Давні річки Прадон і Пракальміус впадали в Чорне море в районі сучасної Керченської протоки.
Найдавніші археологічні знахідки, які свідчать про заселення долини річки Кальміусу давніми скотарями і землеробами датуються 6000 — 5000 роками до нової ери. До них належать поховання часів неоліту, знайдені при будівництві Маріупольського заводу «Азовсталь». Поховання супроводжувались знаряддями праці, предметами побуту та прикрасами. У часи енеоліту в 5000 — 3000 роках до нової ери виник новий елемент культури степового населення — курган. Характерні поховання доби енеоліту знайдені при розкопках кургану біля с. Орловське Тельманівського району. Зверху над прямокутною могильною ямою, в якій було здійснене поховання, була зроблена з великих гранітних брил закладка діаметром 3,5 м. Залишки покійника не збереглися. На дні ями була лише крем'яна пластинка довжиною 14,3 см s шириною до 2 см, на одному кінці були сліди ретуші. На пластинці і навколо неї була червона вохра.
У 1959 році в місті Юзівка (Донецьк) на вулиці Радищева (Пролетарський район) та на території Центральної рятівної станції були досліджені ще два поховання. Перше належить до початку бронзової доби і датується 3000 — 2800 роками до нової ери (поруч біля скелету виявлені: великий крем'яний ніж, ретельно відшліфована клиноподібна сокира і чотири наконечники списів). Друге поховання датується 2500—2300 роками до нової ери, належить до ямної культури бронзової доби. Біля міста Маріуполь (селище Старий Крим) виявлене поховання з частковим посмертним моделюванням глиною обличчя (різновидність муміфікації), що характерно для дніпро-азовської катакомбної культури бронзової доби.
Поховання зрубної культури бронзової доби виявлені біля села Роздольне Старобешівського району та в районі Ляпинської балки (м. Маріуполь). Зрубний курган був досліджений біля села Чермалик Тельманівського району. Тут після здійснення трьох поховань і спорудження над ними кургану навколо був викопаний рів, що огороджував прямокутний простір. Рів містить кілька проходів, що зорієнтовані по сторонам світу. На його дно на північ, на схід, на захід від кургану поклали по одному кінському черепу. Північний череп був направлений мордою на захід (при цьому його поклали на місці вогнища), східний — на північ, західний — на південь. Ймовірно, у рові здійснювали якісь ритуальні дійства певний час. Є сліди вогнищ, залишки кісток овець і коней. Потім через багато років у кургані здійснили ще 2 поховання, курган досипали, так що рів сховався під землею.

### Від кімерійців до татар
У 2000—1200 роках до нової ери в долині річки Кальміус жили землероби та скотарі, що знали металургію. Але десь близько 1200 року до нової ери клімат цих місць різко змінився — став сухий. Відбулась так звана «катастрофа бронзової доби». Землеробство в приазовських степах стало неможливим. Землероби мігрували у більш придатні для землеробства землі, решта населення зайнялось скотарством. Десь близько 1100 року до нової ери в долину річки Кальміус переселилися кімерійці. У 1200—1000 роками до нової ери в долині річки Кальміус спостерігалось різке зменшення кількості населення — у 10 разів зменшилась кількість поселень та поховань.
У VIII столітті до н. е. кімерійців з долини річки Кальміус витіснили скіфи-сколоти. Царські скіфи освоїли водний шлях з торгового міста Гелона в Меотиду. Цей шлях, імовірно, називався Герр і йшов вгору по річці Самара, по річці Вовча, потім в Кальміус.
Згадка про шлях Вовча — Кальміус є у Геродота — давньогрецького історика (V ст. до н. е.). «Із їх землі [фіссагетів] течуть чотири великі річки через землі меотів і впадають в озеро Меотиду. Назва цих річок: Лік (грець. Λύκος), Оар (Міус), Таномс (Дон) и Сіргіс (Сіверський Донець)» (Історія (Геродот). Кн. 4:123). Геродот називає річку Кальміус, а заодно і річку Вовчу, які були частиною одного водного шляху — Лік (від «lukos» — «вовча»). Пізні тюрки називали річку Кальміус «Каяли», вважаючи її продовженням дніпровської Каяли (річки Вовчої — притоку Самари) на шляху до Азовського моря.
У II столітті до нової ери скіфів з долини річки Кальміус витіснили сармати (такі племена як сіраки, язиги, ясси, аорси, алани, роксолани та інші), що до того жили в степах між Доном та Волгою. У III столітті нової ери цю територію заселили готи — германські племена, що прийшли з берегів Вісли. Захопивши ці землі готи очолили союз племен в якій входили племена сарматів та праслов'ян. У долині річки Кальміус в той час кочували переважно сармато-алани.
У 371 році в долину річки Кальміус прийшли гуни — розгромили і витіснили готів і племена готського союзу і знищили всі острівці землеробства. Довгий час в долині річки Кальміус жили гуни — племена кутригурів та утригурів, навіть після падіння гунської імперії Аттіли.
У VI столітті в долину річки Кальміус переселились авари, що потім мігрували в Паннонію. У VII столітті в долині річки Кальміус поселились тюркські племена болгар, в степах утворився союз племен Велика Болгарія на чолі з Курбат-ханом. Після його смерті союз племен розпався, болгари мігрували на захід. У VIII столітті долину річки Кальміус захопили хозари. У наступні століття в долині річки Кальміус у володіннях хазарської імперії кочували алани, болгари, угри.
З кочівниками вели вперту боротьбу племенні союзи слов'ян, що теж намагались заселити ці землі. Але набіги печенігів, що заселили степи в Х — XI століттях змусили слов'янських поселенців піти з долини річки Кальміус за річку Сіверський Донець. У цей період використовувався так званий Залозний шлях — давній торговий шлях: Київ — Переяслав — Канів — Дніпро — Кальміус — Азовське море — Тмутаракань. Назва цього шляху говорить, що він йшов «за лози» — тобто за плавні. Про цей шлях згадується в літописах за 1168 та 1170 рік.
В XI столітті долини річки Кальміус заселили половці, які здійснювали постійні набіги на Київську Русь.
Місце битви путивльського князя Ігоря з половцями було якраз «на річці Каялі» — тобто на Кальміусі — біля впадіння в Кальміус річки Комишувахи.(нижче Старобешевого). У літописі говориться: «…відбиваючись від переслідування ворогів, брат Ігоря Всеволод рухався йдучи круг при озері», тобто він піднімався округлим горбом, окресленим водним потоком, що впадав у озеро.
У XIII столітті в долину річки Кальміус прийшли татаро-монголи. Саме тут на річці Калка відбулась битва між татаро-монголами та союзом половців і руських князів. Половці і руські князі були розбиті. На довгий час долина річки Кальміус стала частиною «Дикого поля» по якому кочували розрізнені племена татар, ногайців, калмиків. Частина цих племен були у XV столітті залежні від Кримського ханства, яке в свою чергу було залежне від Османської імперії.

### Кальміуський шлях
У XVI столітті по Кальміусу проходив Кальміуський шлях або як ще його називали «Кальміуська сакма», що йшов від Перекопу вздовж узбережжя Азовського моря до Кальміусу, потім вгору до витоків, потім на річку Сіверський Донець. потім на річку Айдар, потім він зливався з Муравським шляхом. Кальміуський шлях був одним із шляхів нападів орди.

### Кальміус і Запорізька Січ
З часів заснування Запорізької Січі українські козаки почали освоювати долину річки Кальміус. Тут були козацькі зимівники й проходив один зі шляхів походів козаків на Османську імперію. Кальміус був доступний для козацьких чайок і одночасно недоступний для турецьких кораблів, що було вигідно для козаків. Вперше українські козаки з'явилися на берегах Кальміусу ще в XV столітті. Козацькі чумаки ходили долиною Кальміусу до Азовського моря за рибою та по сіль. Тому цей шлях назвали Солоним шляхом.
Наприкінці XVI — у першій половині XVII століття запорожці здійснили низку походів на Османську імперію. Іноді, вирушаючи в похід, вони спускались до моря не по Дніпру, в низинах якого стояла турецька фортеця Кизикермен, а використовували Солоний шлях. Цим же шляхом козаки користувались при поверненні з походу, особливо коли їх переслідували турецькі кораблі. Кальміус був річкою швидкою, з порогами, тому для великих турецьких кораблів недоступною. Цей же шлях козаки використовували і в XVIII столітті.
На початку XVI століття в гирлі річки Кальміусу на правому його березі виник козацький сторожовий пост Домаха (Адомаха). До того тут теж було поселення козаків, яке періодично знищувалось набігами татар. У 1611 році Домаха стає центром великої Кальміуської слободи, а потім Кальміуської паланки Запорізької січі, однієї з 7 паланок Січі. У фортеці Домаха знаходилась церква і торговельні ряди. Сама паланка була найбільшою по території на Січі, але найменшою по кількості осілого населення. Приріст українського населення в долині річки Кальміус у середині XVII століття був пов'язаний з нескінченними війнами на Великій Україні — сюди тікали селяни.
Станом на 2024 рік, річка стала сильно забрудненою через діяльність російських загарбників. Біля тимчасово окупованого Маріуполя ситуація з водою була особливо критичною.

## Водний туризм на Кальміусі
Кальміус вельми перспективний для водного туризму. Особливість, яка приваблює — невисока порожистість, незалюдненість берегів, наявність поблизу Кальміусу покладів залізної руди, що виходять на поверхню вздовж русла, частково скелясті береги, а також наявність вздовж річки курганів та ін. пам'яток давнини (Сарсени Докучаївська).

## Галерея

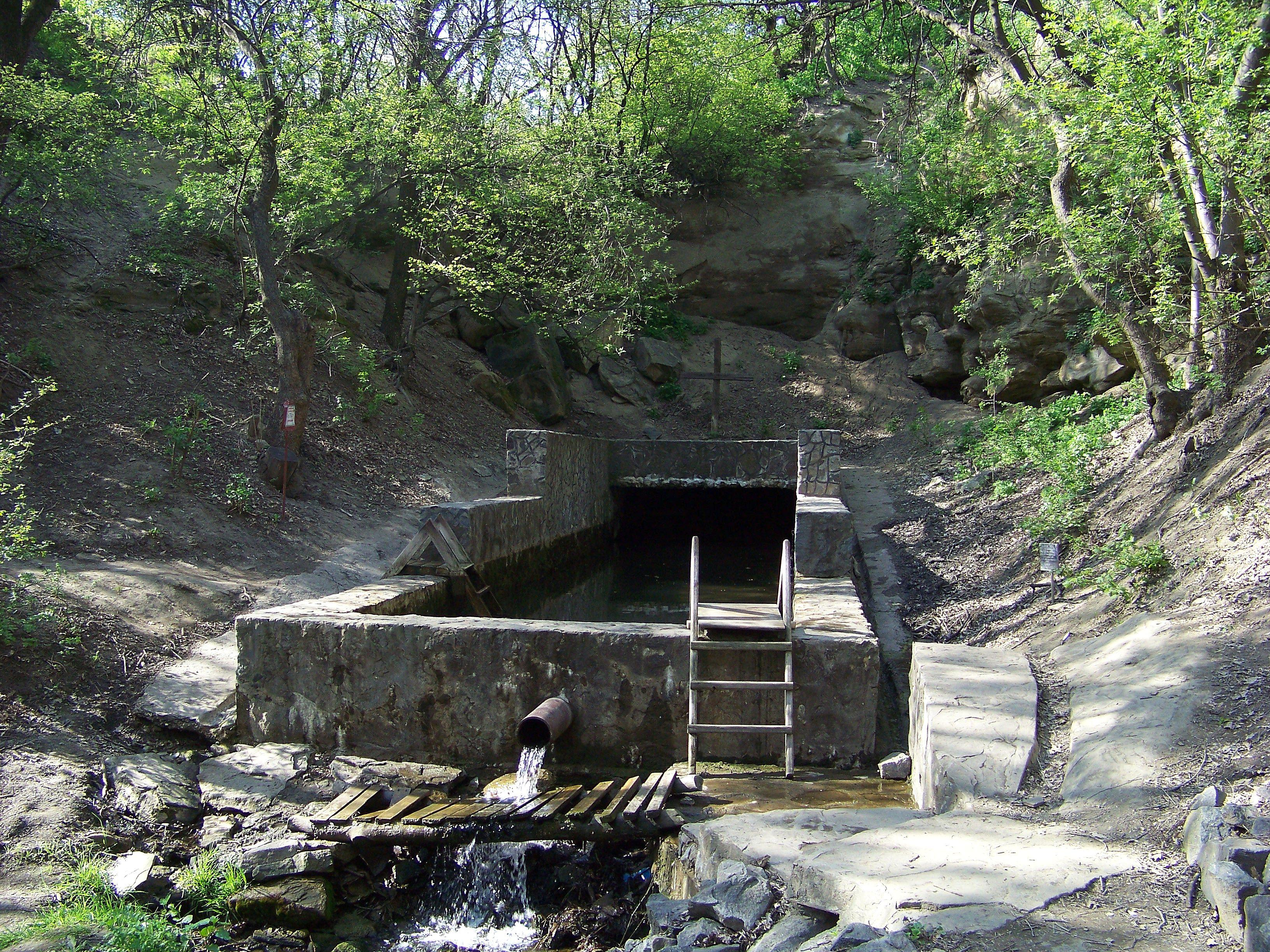
Найбільше джерело Витоків Кальміусу
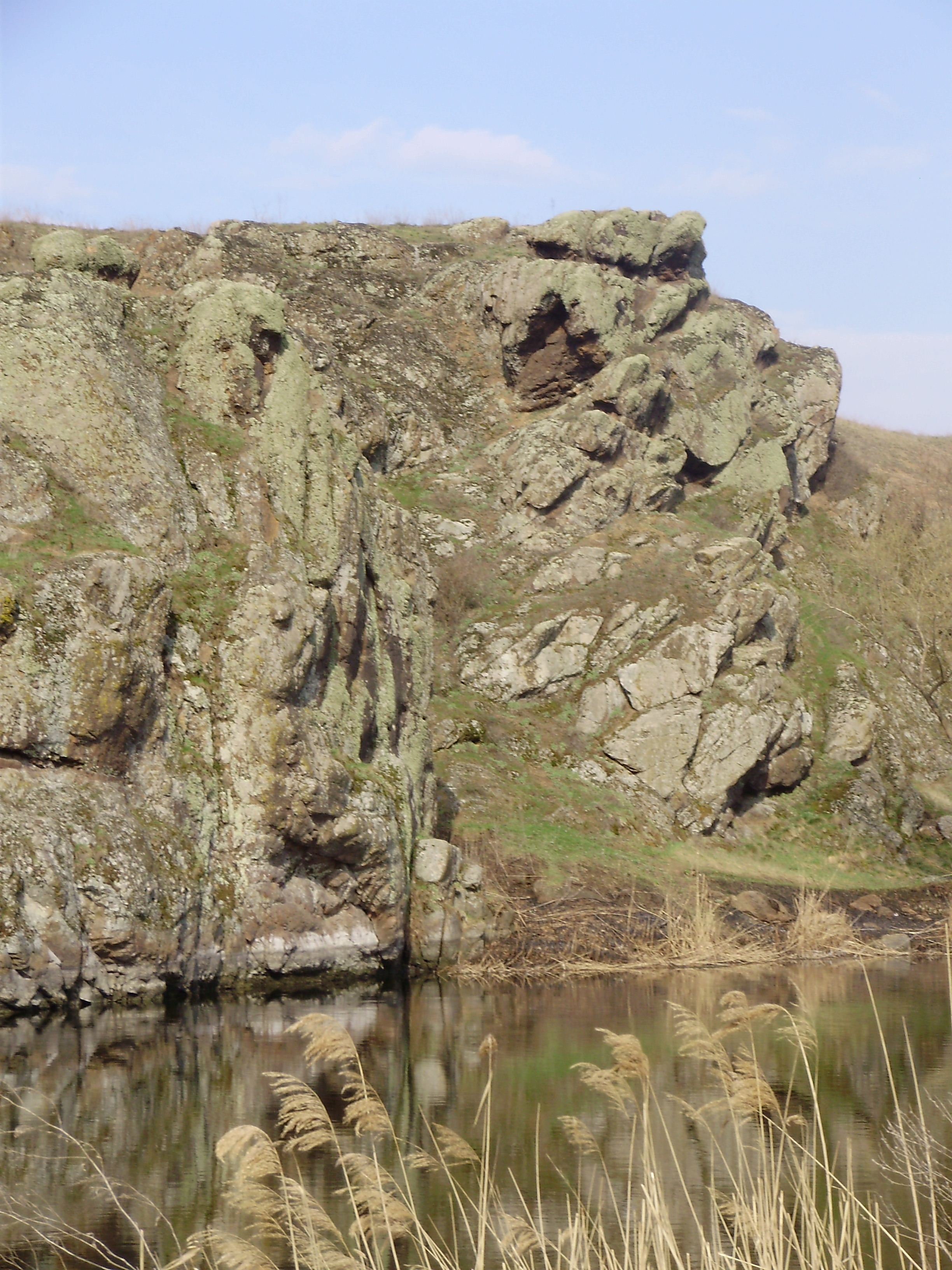
Скельний каньйон в селі Павлопіль
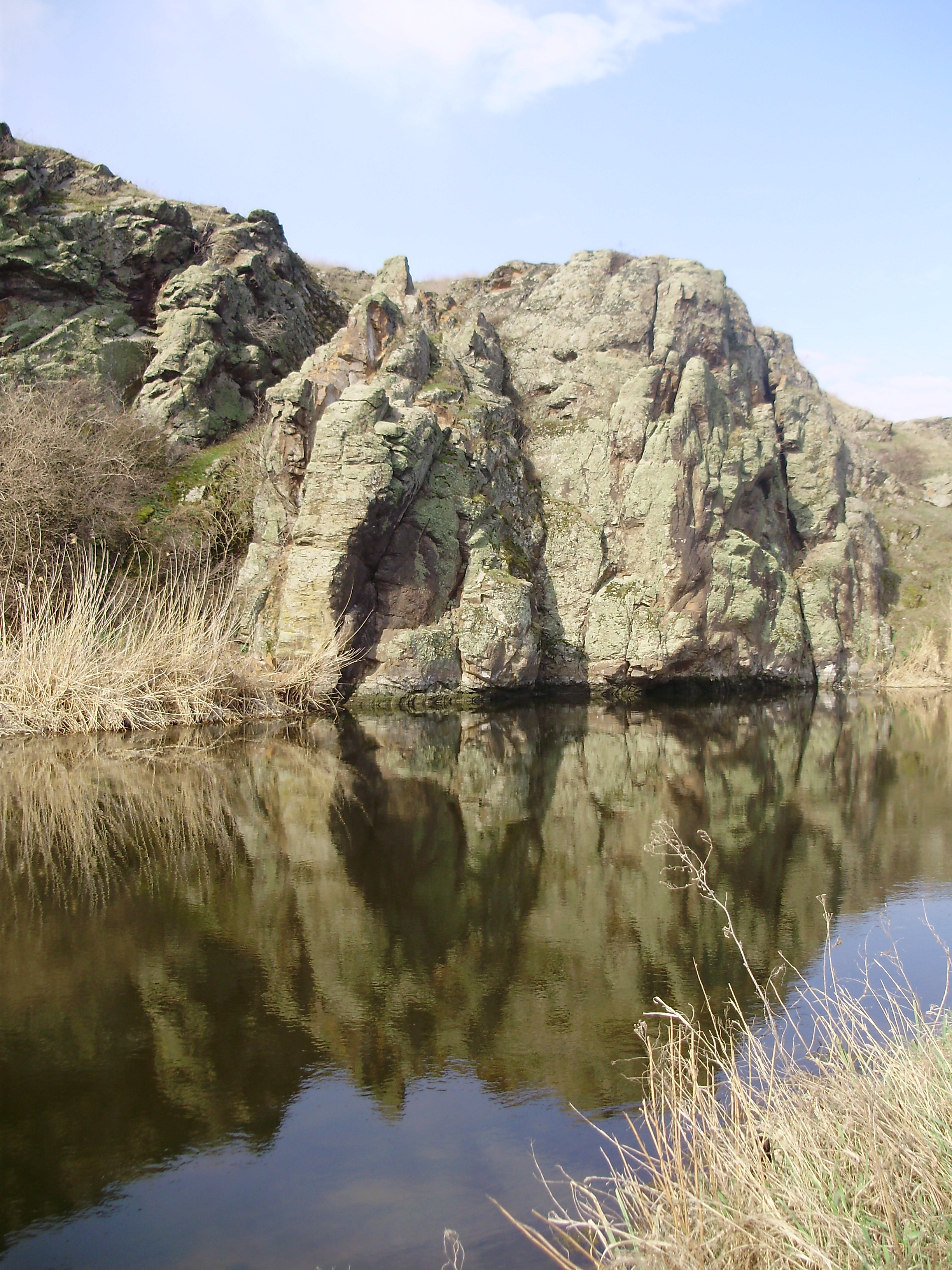
Річка утворює підкову
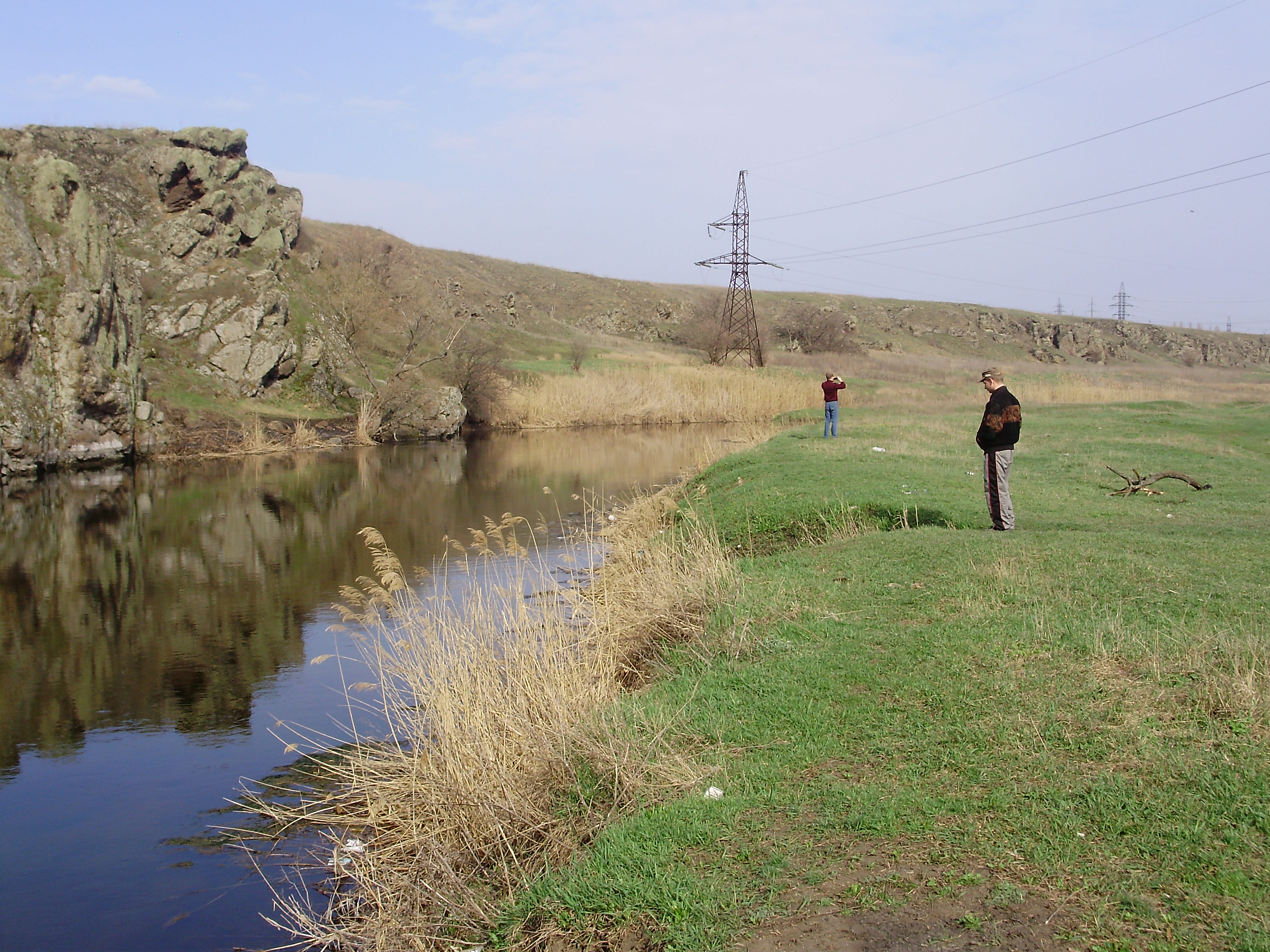
Вгору від каньйону знаходиться ГЕС
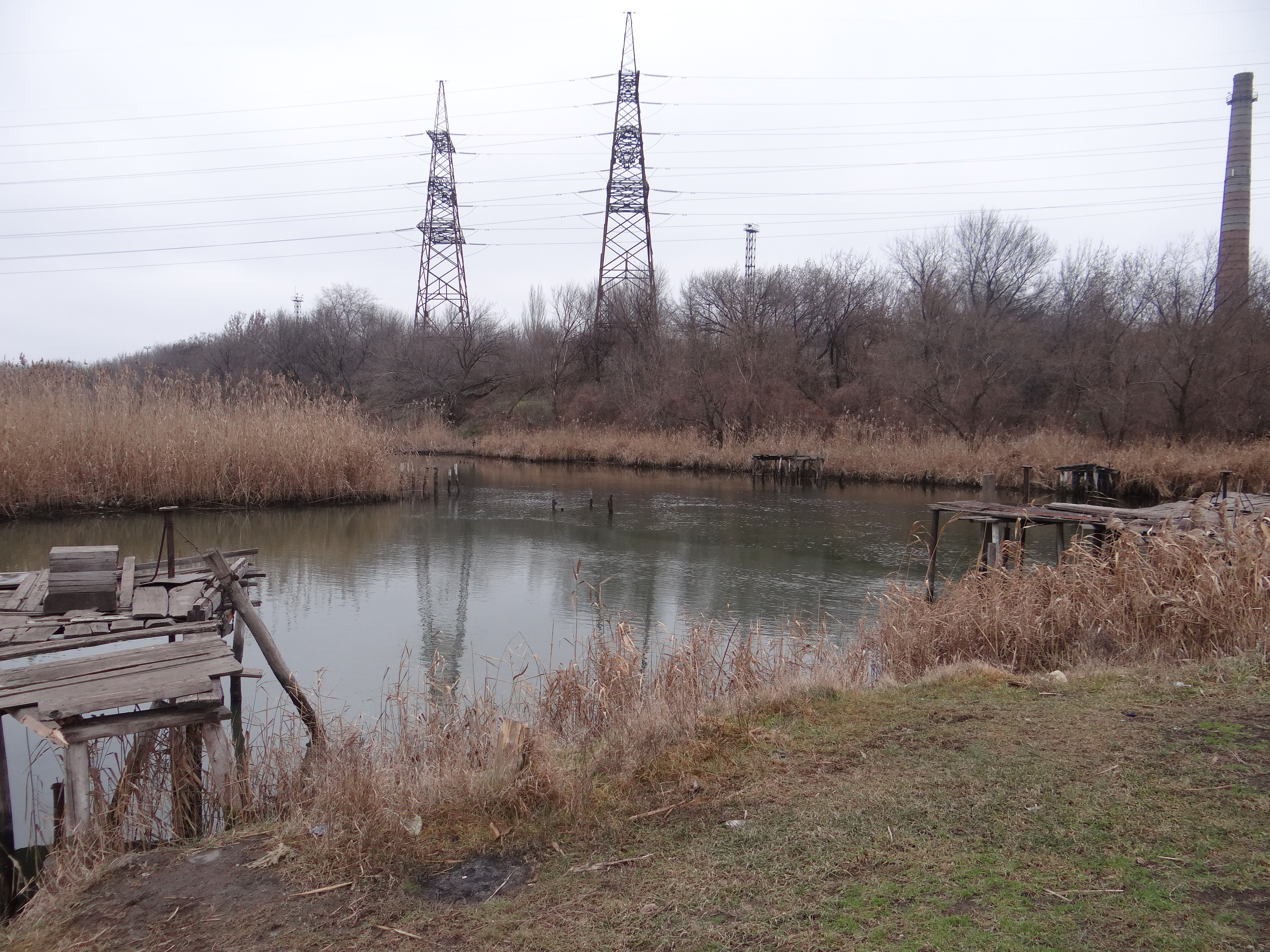
Місце злиття Кальміусу і Кальчика
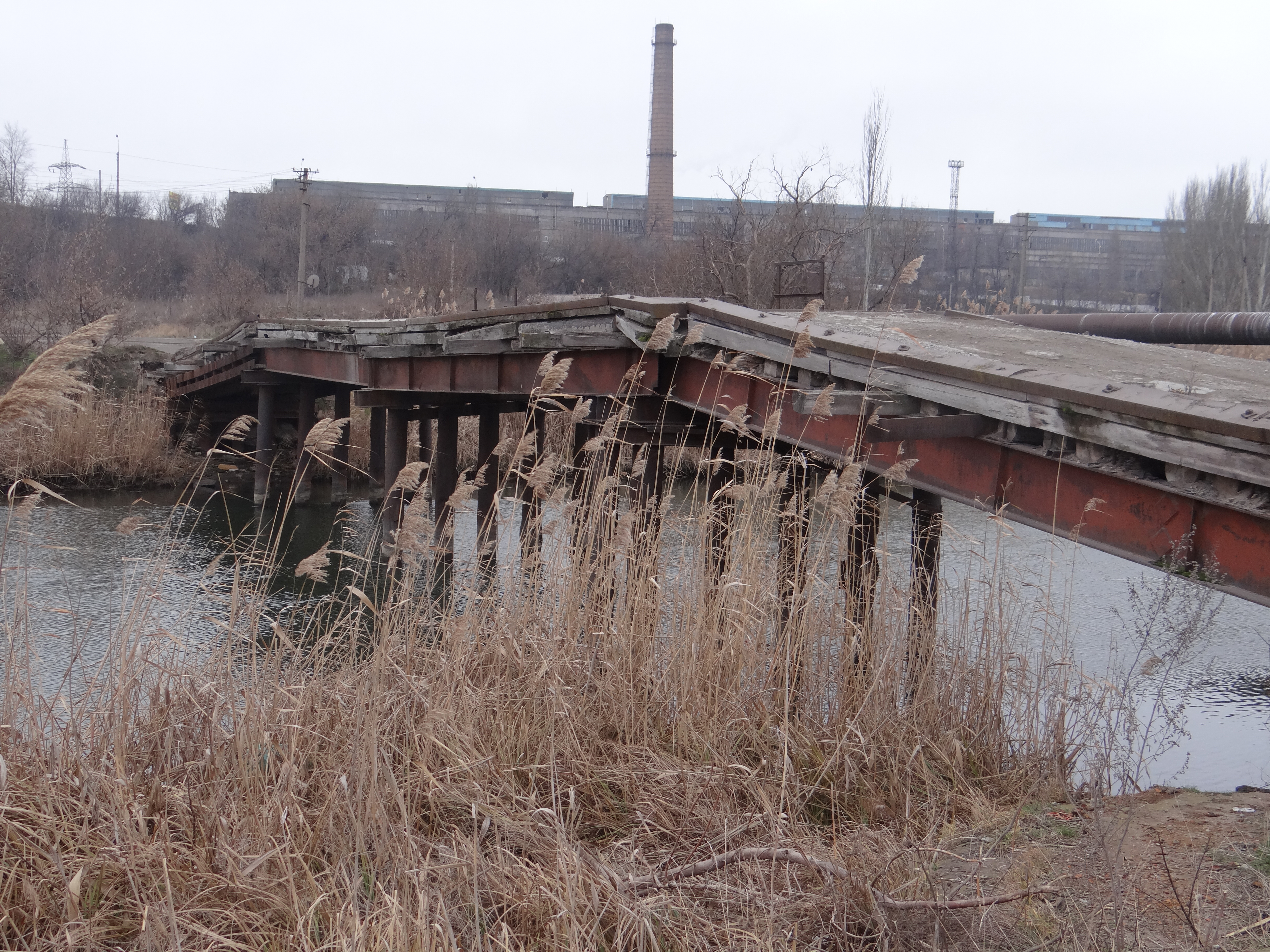
Старий Азовстальський міст